# Gintautas Kovalčikas
Gintautas Kovalčikas (* 1. Juli 1947 in Maldabūdis, Rajongemeinde Prienai) ist ein litauischer Manager der Forstwirtschaft Litauens und ehemaliger Politiker, Vizeminister und Forstwirtschaftsminister Litauens.

## Leben
Von 1966 bis 1969 arbeitete Kovalčikas im Forstwirtschaftsbetrieb Kaunas und ab 1969 als Revierförster von Vandžiogala. Von 1969 bis 1971 leistete er den Dienst bei der Sowjetarmee. Von 1971 bis 1972 arbeitete Kovalčikas im Forstamt Jonava als Revierförster von Dumsiai. Von 1972 bis 1977 absolvierte er das Diplomstudium an der Fakultät für Waldwirtschaft an der Lietuvos žemės ūkio akademija. Von 1972 bis 1978 arbeitete er als Techniker und Ingenieur und von 1978 bis 1985 als leitender Ingenieur im Forstamt Jonava. Von 1990 bis 1994 war er Vizeminister und danach Minister am Forstwirtschaftsministerium Litauens. Von 1994 bis 2001 war er stellvertretender Direktor und von 2001 bis 2011 Direktor der UAB „Liforė“, eines Forstwirtschaftsbetriebs.